# 普剌特草
普剌特草（學名：Lobelia nummularia Lam.）為桔梗科山梗菜屬下的一個種，多年生草本植物。中名為它過去曾列入屬名Pratia的音譯而來。別名紅銅垂、地扣子、銅錘草、米湯果、地石榴、地浮萍、翡翠珠、銅錘玉帶草、老鼠拉秤錘。繁殖採播種或扦插法，春、秋季為繁殖適合期。

## 型態
- 莖 : 匍匐莖，莖纖細，長 10~60 公分，綠紫色，有細柔毛，節處生不定根。
- 葉 : 單葉互生，葉柄長3~10公釐，葉片長1~2.5公分、寬1~2公分，圓形或心狀卵形，葉緣齒牙緣，下面淡        綠或帶紫色，兩面披毛。
- 花 : 花單一，腋生。花梗長 1~2 公分。花萼5裂，線狀三角形。花型為兩側對稱，花冠鐘狀，5裂，白色或淡紫色加黃色，長5~10公釐。雄蕊5枚，圍繞花柱，花藥合生，2沒雄蕊花藥無毛，雌蕊柱頭2叉。花期4~8月。
- 果實 : 漿果，長橢圓形，徑約1公分，成熟時為紫紅色，果期7~11月。

## 分佈與生長環境
分佈於中國大陸、東南亞及台灣等地，中低海拔山地。常可見其生長在森林邊緣、斜坡及路旁略微陰溼的地方，常常成群生長。

## 用途
除了具觀賞價值外，也具有藥用功能。莖葉洗淨後曬乾，煮水當清涼飲料，可以解毒、解熱及治療風濕痛、腫毒等。果實成熟時多汁，具澀味，可生食或製成果醬食用，止咳化痰，且可治療高血壓及燙傷。孕婦忌服。